# Traustason
Traustason ist ein isländischer Name.

## Bedeutung
Der Name ist ein Patronym und bedeutet Sohn des Trausti. Die weibliche Entsprechung ist Traustadóttir (Tochter des Trausti).

## Namensträger
- Arnór Ingvi Traustason (* 1993), isländischer Fußballspieler
- Bjarni Þór Traustason (* 1974), isländischer Leichtathlet